# Leptoxis ligata
Leptoxis ligata är en snäckart som först beskrevs av Anthony 1860.  Leptoxis ligata ingår i släktet Leptoxis och familjen Pleuroceridae. IUCN kategoriserar arten globalt som utdöd. Inga underarter finns listade i Catalogue of Life.